# Carmelo Amas
Carmelo Amas Méndez (Zumaia, 3 agosto 1943) è un ex calciatore spagnolo, di ruolo attaccante.

## Carriera
Ha giocato nella prima divisione spagnola.

## Palmarès

### Club

#### Competizioni internazionali
- Coppa Piano Karl Rappan: 1

Espanyol: 1968